# Erik King
Erik King é um ator de cinema e televisão norte-americano.

## Trabalhos no cinema
- Ice Princess (2005) (Longa-metragem)
- A Lenda do Tesouro Perdido (2004) (Longa-metragem)
- Coisas que Você Pode Dizer Só de Olhar para Ela (2000)
- Crime Verdadeiro (1999)
- Hollywood Muito Além das Câmeras (1997) (Longa-metragem)
- Uma Estréia Divertida (1993) (Longa-metragem)
- Pecados de Guerra (1989) (Longa-metragem)
- Armação Perigosa (1987) (Longa-metragem)

## Trabalhos na televisão
- Dexter (2006/2007) (Série de TV)
- Oz (2000-2001) (Série de TV)
- Touched by an Angel (1994) (Série de TV)